# Andrea Motis
Andrea Motis (Barcelona, 9 de maio de 1995) é uma cantora e trompetista de jazz e bossa nova que canta em catalão, inglês e português.

## Biografia
A partir dos 7 anos de idade Andrea começou a estudar música na Escola Municipal de Música Sant Andreu, tornando-se a vocalista principal, e depois saxofonista, na escola. Em 2007, com 12 anos de idade, passou a colaborar com a Sant Andreu Jazz Band, conduzida pelo professor e músico Joan Chamorro.
Em 2010, com 15 anos de idade, ela gravou um album de jazz standards, Joan Chamorro Presents Andrea Motis.  Seus albums incluem: Live at Jamboree e Feeling Good (2014). Ela gravou Feeling Good com seu mentor, Joan Chamorro, contrabaixista e líder da Sant Andreu Jazz Band. Ela lançou seu album de estréia, Emotional Dance em 2017 com Impulse!, uma importante gravadora.
Com 17 anos passou nos testes para a escola Oriol Martorell, em Barcelona, onde completou o bacharelado e o grau profissional em música. Uma parte importante de sua formação foi a participação em diferentes apresentações desde tenra idade, onde conheceu outros artistas que ajudaram na sua formação.
Aos vinte anos se inscreveu na Escola Superior de Música da Catalunha para prosseguir seus estudos superiores em trumpete. A jovem é a primeira artista catalã a gravar  para o selo Impulse, com composições próprias e versões em catalão, inglês e português. O album "Emotional Dance" foi a primeira vez que gravou uma composição própria,

## Música brasileira
Em 2019 lançou Do Outro Lado do Azul, quase todo em língua portuguesa e com músicas de compositores brasileiros. A música brasileira aliás sempre a acompanha, além de gravar standards da Bossa Nova, como Chega de Saudade e Desafinado de Tom Jobim ou músicas muito conhecidas como "Carinhoso" de Pixinguinha, ela também se arrisca em lados menos divulgados, como quando gravou "Dança da Solidão", de Paulinho da Viola ou "Antonico", de Ismael Silva. 
O interesse dos brasileiros por ela é real, o escritorLuís Fernando Veríssimo já declarou sua paixão em uma crônica.
| “ | E então ela apareceu. Andrea Motis. Cantora, certamente formada na Sant Andreu, mas não apenas cantora. Ela também toca trompete e sax soprano, mas não apenas toca trompete e sax soprano. Toca trompete e sax soprano muito bem. E eu aqui sem saber de nada. Sem saber se ela já veio ao Brasil, se é casada ou solteira, se ainda tem fé na humanidade. Sem saber, meu Deus, da covinha no lado da sua boca, todos esses anos! | ” |
|   | — Luis Fernando Veríssimo , Coluna n´O Estado de São Paulo, 19 de janeiro de 2020. |   |

## Discografia

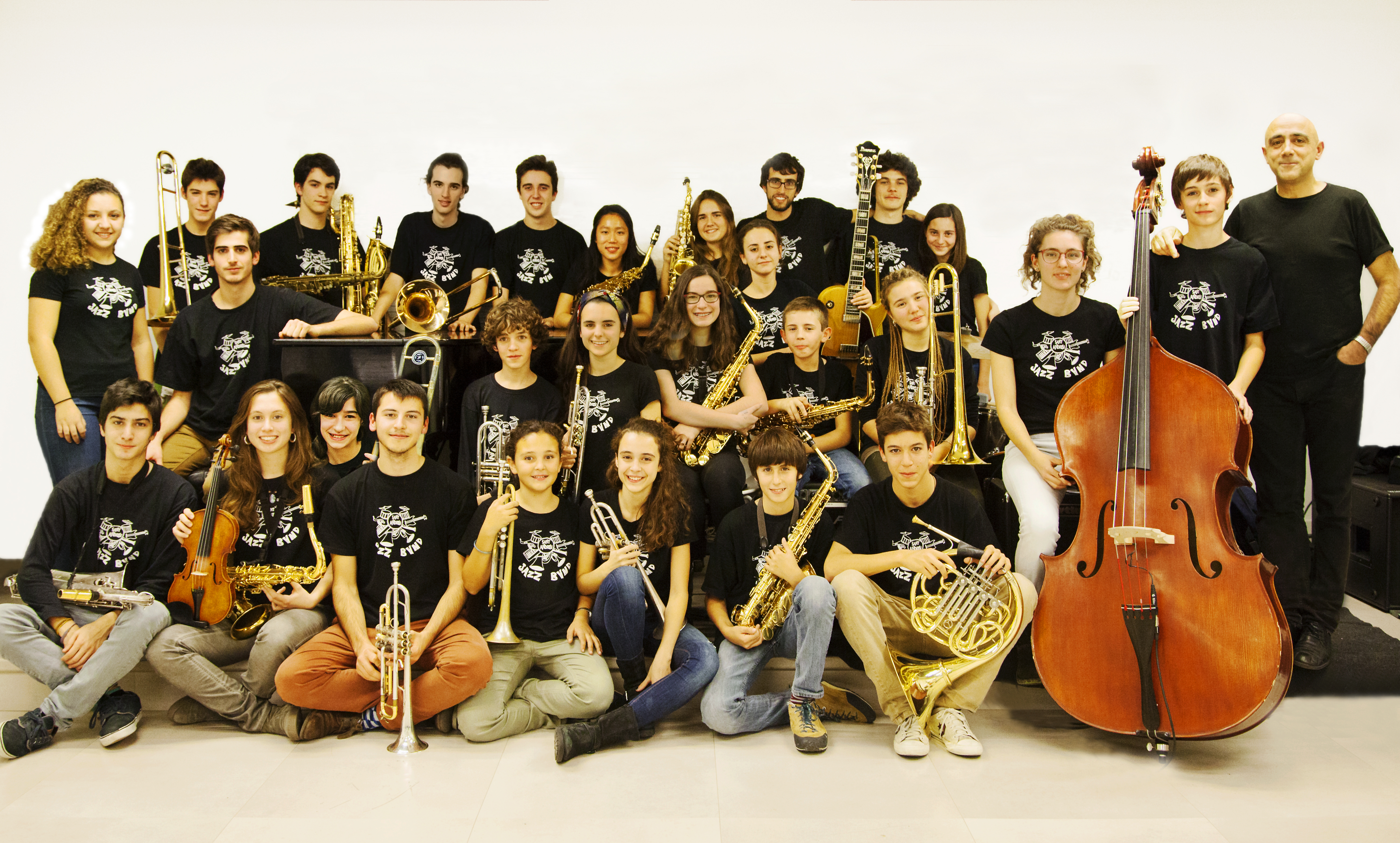
Andrea Motis (ao centro) e a Sant Andreu Jazz Band com Joan Chamorro (de pé a direita)

- Joan Chamorro presenta Andrea Motis (Temps, 2010)
- Feeling Good with Joan Chamorro (Temps, 2012; Whaling City Sound, 2015)
- Motis Chamorro Quintet Live at Jamboree (Swit, 2013)
- Coses Que Es Diuen Però Que No Es Fan (DiscMedi, 2014)
- Motis Chamorro Big Band Live (2014)
- Live at Casa Fuster (2014)
- Live at Palau de la Música (Jazz to Jazz, 2015)
- He's Funny That Way (Impulse!, 2016)
- Emotional Dance (Impulse!, 2017)[10]
- Andrea Motis : Do Outro Lado Do Azul (Universal Music Division Decca Records France 2019)

### Colaborações
- Sant Andreu Jazz Band, Jazzing 1 (Temps, 2009)
- Sant Andreu Jazz Band, Jazzing 2 (Temps, 2010)
- Miles Tribute Big Band, Sketches of Catalonia (2011)
- Marato de TV3 (2011)
- Sant Andreu Jazz Band, Jazzing 3 (Temps, 2012)
- Sant Andreu Jazz Band, Jazzing 4 Vol. 1 (Temps, 2014)
- Sant Andreu Jazz Band, Jazzing 4 Vol. 2 (Temps, 2014)traditionnel d’ancêtres impulse 2017